# Cera epicuticular

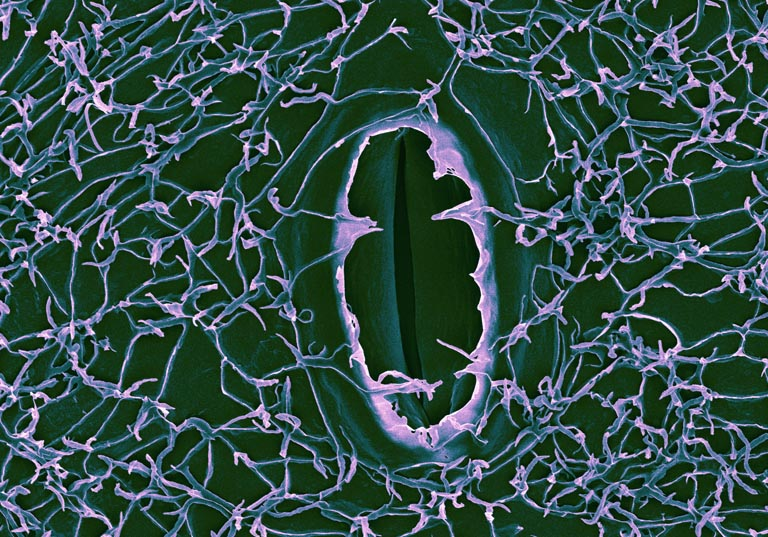
Cristales de cera epicuticular que rodean una abertura de los estomas en la superficie inferior de una hoja de rosa.

En botánica, la cutícula de la planta está cubierta por cera epicuticular que consiste principalmente de una cadena lineal de hidrocarburos alifáticos con una variedad de grupos funcionales  sustituidos, que sirven para disminuir la humectación de la superficie y la pérdida de humedad.  Los ejemplos más comunes son las parafinas en las hojas de guisantes y coles, los ésteres en hojas de las palmas de carnauba y el plátano, el asimétrico alcohol secundario 10-nonacosanol en la mayoría de las coníferas tales como Ginkgo biloba y Picea sitchensis, muchas especies de las Ranunculaceae, Papaveraceae y Rosaceae y algunos musgos, con simétricos alcoholes secundarios en Brassicaceae incluyendo Arabidopsis thaliana, alcoholes primarios (principalmente octacosan-1-ol) en la mayoría de las gramíneas Poaceae, eucalipto y legumbres, entre muchos otros grupos de plantas, con β- dicetonas en muchos pastos, Eucalyptus,Buxus y Ericaceae, aldehídos en jóvenes hojas de haya, caña de azúcar y  limón  y triterpenos en ceras en frutales de manzana, ciruela y uva.
Estos compuestos son en su mayoría solubles en disolventes orgánicos tales como cloroformo y hexano, haciéndolos accesibles para el análisis químico, pero en algunas especies de esterificación de los ácidos y alcoholes en estolides o polimerización de aldehídos pueden dar lugar a compuestos insolubles. Extractos en disolventes de ceras de la cutícula contienen tanto las ceras cuticulares epicuticulares y, a menudo contaminadas con la membrana celular de lípidos de las células subyacentes. La cera epicuticular ahora también puede ser aislado por métodos mecánicos que distinguen la cera epicuticular fuera de la cutícula de la planta de la cera cuticular incrustada en el polímero de la cutícula. Como consecuencia, estos dos son ahora conocidos por ser químicamente distintos, aunque el mecanismo que segrega a las especies moleculares en las dos capas es desconocida.
La cera epicuticular puede reflejar la luz UV, tales como el blanco, calcáreo, el recubrimiento de cera de Dudleya brittonii, tiene la mayor reflectividad de luz ultravioleta (UV) de cualquier sustancia biológica de origen natural conocido.

## Cristales de cera epicuticular
Formas de  proyecciones cristalinas de cera epicuticular de la superficie de la planta, que realzan su repelencia al agua, crean una propiedad de autolimpieza conocida como el efecto loto y reflexionar la radiación UV. Las formas de los cristales son dependientes de los compuestos de cera presentes en ellos. Los asimétricos alcoholes secundarios y β-dicetonas forman hueco de la cera en forma de nanotubos, mientras que los alcoholes primarios y los simétricos alcoholes secundarios forman placas planas Aunque éstos se han observado usando el microscopio electrónico de transmisión y microscopio electrónico de barrido el proceso de crecimiento de los cristales nunca habían sido observados directamente hasta Koch y compañeros de trabajo estudiaron el crecimiento de cristales de cera en las hojas de campanilla de invierno ( Galanthus nivalis ) y otras especies utilizando el microscopio de fuerza atómica. Estos estudios muestran que los cristales crecen por extensión, lo que plantea interrogantes interesantes sobre el mecanismo de transporte de las moléculas.